# Kanton Les Trois-Îlets

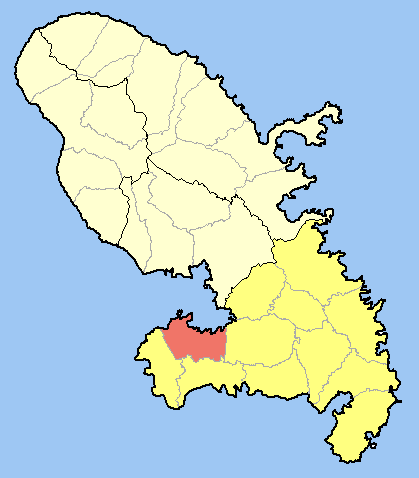
Lage des Kantons Les Trois-Îlets im Arrondissement Le Marin und im Übersee-Département Martinique

Der Kanton Les Trois-Îlets war ein Kanton im französischen Übersee-Département Martinique im Arrondissement Le Marin. Er umfasste die Gemeinde Les Trois-Îlets.
Vertreter im Generalrat des Départements war seit 2004 Arnaud René-Corail. 